# Futbol'nyj Klub Spartak Moskva 2010
Questa voce raccoglie le informazioni riguardanti lo Spartak Mosca nelle competizioni ufficiali della stagione 2010.

## Rosa
| N. |                       | Ruolo | Calciatore        |
| -- | --------------------- | ----- | ----------------- |
| 2  | Argentina (bandiera)  | C     | Cristian Maidana  |
| 3  | Austria (bandiera)    | D     | Martin Stranzl    |
| 5  | Russia (bandiera)     | C     | Aleksandr Šešukov |
| 6  | Russia (bandiera)     | C     | Renat Sabitov     |
| 7  | Brasile (bandiera)    | C     | Ibson             |
| 8  | Montenegro (bandiera) | C     | Nikola Drinčić    |
| 9  | Brasile (bandiera)    | A     | Ari               |
| 10 | Russia (bandiera)     | A     | Ivan Saenko       |
| 11 | Brasile (bandiera)    | A     | Welliton          |
| 12 | Brasile (bandiera)    | C     | Alex              |
| 15 | Russia (bandiera)     | D     | Sergej Paršivljuk |
| 16 | Russia (bandiera)     | C     | Evgenij Makeev    |
| 17 | Rep. Ceca (bandiera)  | D     | Marek Suchý       |

| N. |                      | Ruolo | Calciatore               |
| -- | -------------------- | ----- | ------------------------ |
| 18 | Russia (bandiera)    | D     | Andrej Alekseevič Ivanov |
| 19 | Argentina (bandiera) | D     | Nicolás Pareja           |
| 20 | Russia (bandiera)    | C     | Aleksandr Zotov          |
| 21 | Russia (bandiera)    | A     | Nikita Baženov           |
| 49 | Georgia (bandiera)   | C     | Jano Ananidze            |
| 30 | Russia (bandiera)    | P     | Sergej Pes'jakov         |
| 39 | Russia (bandiera)    | C     | Maksim Grigoriev         |
| 64 | Irlanda (bandiera)   | C     | Aiden McGeady            |
| 77 | Russia (bandiera)    | C     | Kirill Kombarov          |
| 81 | Ucraina (bandiera)   | P     | Andrij Dykan'            |
| 89 | Russia (bandiera)    | A     | Aleksandr Prudnikov      |
| 99 | Russia (bandiera)    | C     | Dmitrij Kombarov         |

## Risultati

### Campionato
| Saransk 17 luglio 2011 | Mordovija | 0 – 5 referto | Dinamo Mosca | Start Stadion |

| Chimki 21 settembre 2011 | Dinamo Mosca | 1 – 0 referto | Anži | Arena Chimki |

| San Pietroburgo 21 marzo 2012 | Zenit San Pietroburgo | 0 – 1 referto | Dinamo Mosca | Stadio Petrovskij |

| Mosca 11 aprile 2012 | Dinamo Mosca | 2 – 1 referto | Volga Nižnij Novgorod | Stadio Lužniki |

| Ekaterinburg 9 maggio 2012 | Dinamo Mosca | 0 – 1 referto | Rubin | Stadio Centrale di Kazan' |

| Mosca 14 marzo 2010 1ª giornata | Spartak Mosca | 0 – 1 referto | Dinamo Mosca | Stadio Lužniki |

| San Pietroburgo 21 marzo 2010 2ª giornata | Zenit San Pietroburgo | 1 – 1 referto | Spartak Mosca | Stadio Petrovskij |

| Mosca 28 marzo 2010 3ª giornata | Spartak Mosca | 2 – 1 referto | Lokomotiv Mosca | Stadio Lužniki |

| Tomsk 4 aprile 2010 4ª giornata | Tom' Tomsk | 2 – 2 referto | Spartak Mosca | Trud Stadium |

| Mosca 10 aprile 2010 5ª giornata | Spartak Mosca | 2 – 1 referto | Terek Groznyj | Stadio Lužniki |

| Ramenskoe 18 aprile 2010 6ª giornata | Saturn | 0 – 0 referto | Spartak Mosca | Saturn Stadium |

| Mosca 25 aprile 2010 7ª giornata | Spartak Mosca | 0 – 0 referto | Spartak-Nal'čik | Stadio Lužniki |

| Perm' 2 maggio 2010 8ª giornata | Amkar Perm' | 0 – 2 referto | Spartak Mosca | Stadio Zvezda |

| Mosca 6 maggio 2010 9ª giornata | Spartak Mosca | 3 – 0 referto | Anži | Stadio Lokomotiv |

| Vladikavkaz 10 maggio 2010 10ª giornata | Alanija Vladikavkaz | 5 – 2 referto | Spartak Mosca | Respublikanskij stadion Spartak |

| Mosca 21 luglio 2010 11ª giornata | Spartak Mosca | 5 – 3 referto | Sibir' | Stadio Lužniki |

| Rostov sul Don 9 luglio 2010 12ª giornata | Rostov | 1 – 0 referto | Spartak Mosca | Stadio Olimp-2 |

| Mosca 17 luglio 2010 13ª giornata | Spartak Mosca | 0 – 1 referto | Rubin | Stadio Lužniki |

| Samara 25 luglio 2010 14ª giornata | Kryl'ja Sovetov Samara | 0 – 0 referto | Spartak Mosca | Stadio Metallurg (Samara) |

| Mosca 1º agosto 2010 15ª giornata | Spartak Mosca | 1 – 2 referto | CSKA Mosca | Stadio Lužniki |

| Mosca 27 ottobre 2010 16ª giornata | Spartak Mosca | 1 – 0 referto | Zenit San Pietroburgo | Stadio Lužniki |

| Mosca 15 agosto 2010 17ª giornata | Lokomotiv Mosca | 2 – 3 referto | Spartak Mosca | Stadio Lokomotiv |

| Mosca 21 agosto 2010 18ª giornata | Spartak Mosca | 4 – 2 referto | Tom' Tomsk | Stadio Lokomotiv |

| Groznyj 28 agosto 2010 19ª giornata | Terek Groznyj | 2 – 0 referto | Spartak Mosca | Stadio Sultan Bilimkhanov |

| Mosca 11 settembre 2010 20ª giornata | Spartak Mosca | 2 – 1 referto | Saturn | Stadio Lužniki |

| Nal'čik 20 settembre 2010 21ª giornata | Spartak-Nal'čik | 0 – 2 referto | Spartak Mosca | Respublikanskij stadion Spartak |

| Mosca 24 settembre 2010 22ª giornata | Spartak Mosca | 2 – 2 referto | Amkar Perm' | Stadio Lužniki |

| Machačkala 3 ottobre 2010 23ª giornata | Anži | 0 – 1 referto | Spartak Mosca | Stadio Dinamo |

| Mosca 15 ottobre 2010 24ª giornata | Spartak Mosca | 3 – 0 referto | Alanija Vladikavkaz | Stadio Lužniki |

| Novosibirsk 23 ottobre 2010 25ª giornata | Sibir' | 0 – 0 referto | Spartak Mosca | Spartak Stadium |

| Mosca 30 ottobre 2010 26ª giornata | Spartak Mosca | 2 – 1 referto | Rostov | Stadio Lužniki |

| Kazan' 8 novembre 2010 27ª giornata | Rubin | 1 – 1 referto | Spartak Mosca | Stadio Centrale di Kazan' |

| Mosca 14 novembre 2010 28ª giornata | Spartak Mosca | 0 – 0 referto | Kryl'ja Sovetov Samara | Stadio Lužniki |

| Chimki 20 novembre 2010 29ª giornata | CSKA Mosca | 3 – 1 referto | Spartak Mosca | Arena Chimki |

| Chimki 28 novembre 2010 30ª giornata | Dinamo Mosca | 1 – 1 referto | Spartak Mosca | Arena Chimki |

### Coppa di Russia
| Lipeck 13 luglio 2010 Sedicesimi di finale | Metallurg Lipeck | 0 – 1 referto | Spartak Mosca | Stadio Metallurg |

| Novosibirsk 3 marzo 2011 Ottavi di finale | Sibir' | 0 – 2 referto | Spartak Mosca | Spartak Stadium |

| Mosca 20 aprile 2011 Quarti di finale | Spartak Mosca | 2 – 1 referto | Krasnodar | Stadio Lužniki |

| Mosca 11 maggio 2011 Semifinali              | Spartak Mosca        | 3 – 3 (d.t.s.) referto | CSKA Mosca | Stadio Lužniki |
| \| \| \| \| \| \| Tiri di rigore 5 – 3 \| \| |                      |                        |            |                |
|                                              |                      |                        |            |                |
|                                              | Tiri di rigore 5 – 3 |                        |            |                |

### Champions League
| Arbitro: | Björn Kuipers |

|  |           |                        |
|  | Marcatori | 81’ (aut.) Azpilicueta |

| Arbitro: | Martin Hansson |

|                        |           |  |
| Ari 34’, 61’ Ibson 89’ | Marcatori |  |

| Arbitro: | Carlos Velasco Carballo |

|  |           |                       |
|  | Marcatori | 23’ Žirkov 43’ Anelka |

| Arbitro: | Cüneyt Çakır |

|                                                  |           |              |
| Anelka 49’ Drogba 62’ (rig.) Ivanović 66’, 90+2’ | Marcatori | 86’ Bazhenov |

| Arbitro: | Wolfgang Stark |

|  |           |                                   |
|  | Marcatori | 18’ Valbuena 54’ Rémy 68’ Brandão |

| Arbitro: | Kevin Blom |

|            |           |                    |
| Majtán 48’ | Marcatori | 54’ Alex 61’ Ibson |

### Europa League
| Arbitro: | Aleksandar Stavrev |

|                       |           |                                        |
| Frei 36’ Streller 41’ | Marcatori | 61’ Kombarov 70’ Dzyuba 90+2’ Ananidze |

| Arbitro: | Pavel Cristian Balaj |

|               |           |                  |
| McGeady 90+1’ | Marcatori | 15’ Chipperfield |

| Arbitro: | Manuel Gräfe |

|  |           |          |
|  | Marcatori | 57’ Alex |

| Arbitro: | Martin Atkinson |

|                                    |           |  |
| Kombarov 21’ Welliton 30’ Alex 54’ | Marcatori |  |

| Arbitro: | Serge Gumienny |

|                                            |           |              |
| Falcao 37’ 84’ 90+2’ Varela 65’ Maicon 70’ | Marcatori | 71’ Kombarov |

| Arbitro: | Viktor Kassai |

|                    |           |                                                           |
| Dzyuba 52’ Ari 72’ | Marcatori | 28’ Hulk 45+2’ Rodríguez 47’ Guarín 54’ Falcao 89’ Micael |